# Zosteria
Zosteria is een vliegengeslacht uit de familie van de roofvliegen (Asilidae).

## Soorten
- Z. affinis Daniels, 1987
- Z. alcetas (Walker, 1849)
- Z. alpina Daniels, 1987
- Z. biligata (Walker, 1864)
- Z. caesariata Daniels, 1987
- Z. calignea Daniels, 1987
- Z. claudiana Daniels, 1987
- Z. clausum Daniels, 1987
- Z. clivosa Daniels, 1987
- Z. eastwoodi Daniels, 1987
- Z. fulvipubescens (Macquart, 1850)
- Z. hispida Daniels, 1987
- Z. illingworthi (Hardy, 1922)
- Z. lineata Daniels, 1987
- Z. longiceps Daniels, 1987
- Z. montana Daniels, 1987
- Z. murina (Macquart, 1838)
- Z. nigrifemorata Daniels, 1987
- Z. novazealandica Daniels, 1987

- Z. punicea Daniels, 1987
- Z. queenslandi Daniels, 1987
- Z. rosevillensis (Hardy, 1935)
- Z. rubens Daniels, 1987
- Z. ruspata Daniels, 1987
- Z. suda Daniels, 1987
- Z. sydneensis (Macquart, 1838)
- Z. varia Daniels, 1987
- Z. venator Daniels, 1987